# セリク・バイマガンベトフ
セリク・バイマガンベトフ（1958年9月2日 - ）は、カザフスタン共和国の政治家。内務相。

## 経歴
M.V.ロモノソフ名称モスクワ国立大学、ソ連内務省アカデミーを卒業。
大統領府、カザフスタン安全保障会議で働いた後、内務次官を務めた。
2006年5月まで国家経済・汚職犯罪対策局（財務警察）副長官。2005年5月～2007年8月、大統領府法保護・司法制度問題課主任。
2007年8月27日、「ヌル・オタン」党からマジリス代議員に当選。同年9月2日～2009年4月、マジリス立法・司法改革委員会委員長。
2009年4月2日、内務相に任命。

## パーソナル
法律科学準博士。
「クルメト」勲章を受章。